# Antequera (Paraguai)
Antequera és una localitat del centre del Paraguai, ubicada al departament de San Pedro. Es troba a 343 km d'Asunción.

## Població
Segons les dades del cens del 2002, el municipi tenia una població urbana de 2.592 habitants (3.426 al districte).

## Història
Ubicada sobre la riba del riu Paraguai, Antequera és un important port fluvial. La localitat va ser fundada el 1892 i va prendre el nom de José de Antequera y Castro, personatge històric espanyol nascut a Panamà i que va ser jutge i governador del Paraguai colonial, abans de ser empresonat el 1725 i condemnat a mort el 1731 pel virrei del Perú.